# Az esztergomi bazilika orgonája
Az esztergomi bazilika orgonája ötmanuálos, pedálos, 146 regiszteres orgona. Eredetileg hárommanuálos, pedálos, 49 regiszteres volt, Ludwig Mooser építette. 1856. augusztus 31-én avatták fel.

## Története

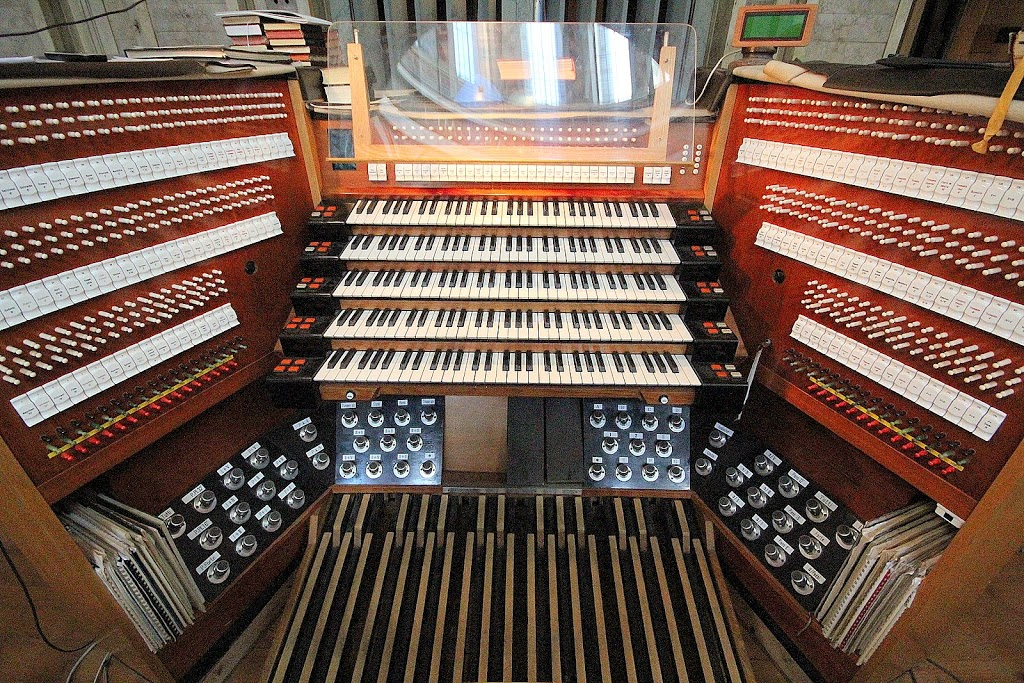
Az orgona játszóasztala

Eredetileg mechanikus csúszkaládás, hárommanuálos és 49 regiszteres volt. A harmadik manuál mechanikus kúpláda szerkezetben épült, redőnyben volt, és keskeny vízszintes redőnylevelekkel rendelkezett; egy harmóniumsípsor volt beleépítve, melynek claveoline volt a neve, és a játszóasztalban helyezkedett el. Az orgona hangképe az 1800-as évek közepének Salzburg környéki hatását idézte, mivel az építőmester innen hozta tudományát Magyarországra.
Az orgona elkészülte után viszonylag jól funkcionált, voltak viszont légellátási és mechanikabeli problémái. Később az állapota megromlott; az első világháborúban nagymértékben károsodott, a homlokzati sípjait háborús célra rekvirálták. Ezeket 1924-ben, az Angster gyárban készült horgany sípokkal pótolták. A második világháborúban a Mooser orgona erősen megsérült, ezért egy pneumatikus kúpládás orgonát építettek a jelenlegi orgonaház oldalába, amely két manuállal rendelkezett. Az orgona felújjítási munkálatait Vági Gyula orgonaépítő mester és Farkas János, Perlaki Lajos, Szucsák János orgonaépítők végezték. 2000. - után, a munkát a Vági Kft. folytatta. Az 1970-es évek közepétől 2014-es haláláig Baróti István volt a székesegyház orgonistája, aki megalkotta az orgona diszpozícióját, valamint megmentette az utókor számára a régi Mooser-orgona megmaradt sípsorait.
A Mooser-féle diszpozíció
I. manuál: Principal 16', Viola di Gamba 16', Bourdon 16' Quint major 5 1/3', Octav 8' Coppelflöte 8', Quintatön 8', Flauta major 8', Violon 8', Tromba 8', Waldflöte 4', Cornett (4 sor) 4',  Superoctav 4', Quint 2 2/3', Piccolo 2', Mixtura (8 sor) 2', Cymbalo (3 sor) 1'.
II. manuál: Quintatön 16', Praestant 8', Viola di Gamba 8', Salicet 8', Hohlflöte 8', Flöte travers 8', Gemshorn 8', Angusta 8', Flute d'amour 4', Dolce 4', Octava 4', Flageolett 2', Acuta 4 sor 1 1/3'.
III. manuál: Rohrflöte 8', Flauto 8', Fugara 8', Flauto traverso 4', Violine 4', Dolcissimo 4', Claveoline 8'-harmóniumsor.
Pedál: Infrabass 32', Principalbass 16', Subbass 16', Violonbass 16', Bourdon 16', Bourdonquint 10 2/3', Cello 8', Compensum 8'+8'
Posaun 32', Bombard 16', Trompete 8'.
Forrása: Szigeti Kilián: Régi magyar orgonák Eger (123-125. old.)

## Jellemzői
A jelenlegi[mikor?] diszpozíció 146 regisztert tartalmaz, melyek öt manuálon vannak elosztva. Szerkezete elektromos csúszkaláda, 2 millió soros Setzer-kombinációval rendelkezik. Jelenleg[mikor?] 77 regiszter működik; építése jelenleg[mikor?] is folyamatban van. Az első manuálon fog helyet kapni Mooser hat regiszteres kúpládája, Bourdon 16' nyitott fasípsora, stb.

## Diszpozíció
| Pedal | I. Unterwerk | II. Hauptwerk | III. Positiv | IV. Oberwerk | V. Schwellwerk |
| --- | --- | --- | --- | --- | --- |
| 1 Majorbass 32'* 2 Infrabass 32' M* 3 Principal 16' 4 Flûte 16' 5 Kontrabass 16' M* 6 Subbass 16' M* 7 Violon 16' 7 Bourdon 16' 8 Salicet 16'* 9 Quint 102/3' 10 Grand Cornet IV 102/3' 11 Octavbass 8'* 11 Flûte 8' 12 Aperta 8'* 13 Gedackt 8' 14 Cello 8'* 14 Terzsept II 62/5' 15 Rauschbass II 51/3'* 16 Zink IV 51/3' 17 Spitzprincipal 4' 18 Tibia 4' 19 Violoncello 4' 160 Rauschpfeife III 22/3' 161 Flöte 2' 162 Compensum VII 22/3' 163 Mixtur IV 2' 164 Bombarde 32'* 165 Posaune 32' M* 166 Bombarde 16' 167 Posaune 16'* 167 Basson 16' 168 Dulcian 16' 169 Tromba 8'* 170 Clairon 4'* | 19 Gedackt 16' 20 Holzprincipal 8' 21 Gedackt 8' 22 Fugara 8' M 22 Salicet 8' 23 Quintatön 8' 24 Harfpfeife 8' 25 Principal 4' 26 Koppelflöte 4' 27 Flûte d’amour 4' 28 Violine 4' 29 Nasat 22/3' 30 Octave 2' 31 Spitzflöte 2' 32 Terz 13/5' 33 Larigot 11/3' 34 Sifflöte 1' 35 Mixtur IV 2' 36 Cymbel IV 1/2' 37 Cymbelpfeife 1/6' 38 Spillregal 16' 39 Trichterregal 8' 40 Vox humana 8' | 107 Bourdon 32' 108 Praestant 16'* 109 Bourdon 16' M 110 Principal 8' M* 110 Octave 8' 111 Spitzflöte 8' 112 Coppel 8' M* 113 Gamba 8' 114 Quint major 51/3' M* 115 Octave 4' M* 116 Waldflöte 4' M* 117 Rohrflöte 4' 118 Cornet III 31/5' M* 119 Quint 22/3' M* 120 Piccolo 2' M 121 Rauschwerk VIII-X 2' M* 122 Cimpel III-V 11/3' M* 123 Trompete 16' 124 Tromba 8' 125 Trompeta imperial 32'* 126 Clarin de batalla 16'* 127 Trompeta real 8'* 128 Bajoncillo 4'* | 45 Principal 16'* 46 Quintatön 16'* 47 Praestant 8'* 48 Rohrflöte 8'* 49 Trichtergedackt 8' 50 Salizional 8'* 50 Viola di Gamba 8' 51 Quintatön 8' M* 52 Octave 4'* 53 Blockflöte 4' 54 Gemshorn 4'* 55 Nasat 22/3' 56 Prinzipal 2'* 57 Waldflöte 2' 58 Terz 13/5' 59 Sifflöte 11/3'* 60 Septime 11/7' 61 Octave 1'* 62 None 8/9' 63 Undecim-tredecim 8/11 + 8/13' 64 Scharf IV-V 11/3' 65 Terzianscharf IV 2/3'* 66 Holzdulzian 16'* 67 Krummhorn-Schalmey 8'* 67 Clarinette 8' 68 Rohrschalmey 4' 69 Clarin claro 8'* 70 Clarin brillante 4'* | 136 Rohrbourdon 16'* 137 Prinzipal 8'* 138 Flûte harmonique 8'* 139 Gemshorn 8' 139 Voce humana 8' 140 Unda maris 8'* 141 Cornet V 8' 142 Nasat 51/3' 143 Octave 4'* 144 Holzflöte 4' 145 Terz 31/5' 146 Rauschpfeife III 22/3' 147 Septime 22/7' 148 Superoctave 2'* 149 Blockflöte 2' 150 Nachthorn 1' 151 Mixtur V-VII 2'* 152 Acuta IV-VI 2/3' 153 Colorian IV 4/9'* 154 Trompeta magna 16'* 155 Tuba mirabilis 8' 155 Trompete 8' 156 Trompete 4' | 77 Bourdon 16' 78 Gemshorn 16'* 79 Gambe 16' 80 Prinzipal 8'* 81 Flûte 8'* 82 Bourdon à cheminée 8' M* 82 Aeoline 8' 83 Gambe 8'* 84 Voix céleste 8'* 85 Cornet VI 8'* 86 Couleur cornet V 51/3'* 87 Octave 4'* 87 Violine 4' 88 Flauto 4' M* 89 Flûte octaviante 4'* 90 Dulciane 4'* 91 Nasard 22/3'* 92 Plein jeu III-IV 22/3'* 93 Doublette 2'* 94 Flûte conique 2'* 94 Tierce 13/5' 95 Carillon 1 + 1/2'* 96 Mixtur IV-V 11/3'* 97 Cymbal IV 1/4'* 98 Bombarde 16'* 99 Trompette harmonique 8'* 100 Hautbois 8'* 101 Musette 8'* 102 Clairon 4'* |
| 171 P+I 172 P+II 173 P+III 174 P+IV 175 P+V 176 P+IV super | 41 I+III 42 I+IV 43 I+V 44 Tremolo | 129 II+I 130 II+III 131 II+IV 132 II+V 133 II+II super 134 II+IV super 135 II+V super | 71 III+I 72 III+IV 73 III+V 74 Tremolo 75 Echo kombination 76 Echo pleno | 157 IV+V 158 IV+V super 159 Tremolo | 103 Tremolo |

- Az M-mel jelölt sípsorok Moosertől valók.
- A csillaggal jelölt regiszterek jelenleg[mikor?] már szólnak.